# Перемітнинський сільський округ
Перемі́тнинський сільський округ (каз. Перемётный ауылдық округі, рос. Переметнинское сельский округ) — адміністративна одиниця у складі Байтерецького району Західноказахстанської області Казахстану. Адміністративний центр — село Перемітне.
Населення — 6925 осіб (2021; 6510 у 2009, 7283 у 1999, 7579 у 1989).
Станом на 1989 рік існували Калінінська сільська рада (села Забродино, Калінінське, Озерне, Поливне, Усіхіно, Чорноярово) та Перемітинська сільська рада (село Перемітне). 2014 року було ліквідовано село Усіхіно.

## Склад
До складу округу входять такі населені пункти:
| Населений пункт   | Старі назви | Населення, осіб (1989) | Населення, осіб (1999) | Населення, осіб (2009) | Населення, осіб (2021) |
| ----------------- | ----------- | ---------------------- | ---------------------- | ---------------------- | ---------------------- |
| Болашак, село     | Озерне      | 504                    | 448                    | 370                    | 330                    |
| Забродино, село   | -           | 436                    | 351                    | 121                    | 48                     |
| Калінінське, село | -           | 1335                   | 1330                   | 1305                   | 1913                   |
| Каражар, село     | Чорноярово  | 395                    | 379                    | 268                    | 218                    |
| Перемітне, село   | -           | 4452                   | 4406                   | 4308                   | 4340                   |
| Поливне, село     | -           | 207                    | 150                    | 87                     | 76                     |
| Усіхіно, село     | -           | 250                    | 219                    | 51                     | -                      |